# Корошка вас на Похорју
Корошка вас на Похорју (словен. Koroška vas na Pohorju) је насељено место у општини Зрече, Савињска регија, Словенија.

## Историја
До територијалне реорганизације у Словенији било је у саставу старе општине Словенске Коњице.

## Становништво
У попису становништва из 2011. године, Корошка вас на Похорју је имало 111 становника.
| Број становника према пописима | Број становника према пописима | Број становника према пописима |
| ------------------------------ | ------------------------------ | ------------------------------ |
| 1991                           | 2002                           | 2011                           |
| 105                            | 113                            | 111                            |

Напомена: До 1998. исказивано под именом Корошка вас.